# Hoogezand-Sappemeer vasútállomás
Hoogezand-Sappemeer vasútállomás vasútállomás Hollandiában, Hoogezand-Sappemeer községben, Hoogezand településen.

## Vasútvonalak
Az állomást az alábbi vasútvonalak érintik:
- Harlingen–NieuweSchans-vasútvonal

## Kapcsolódó állomások
A vasútállomáshoz az alábbi állomások vannak a legközelebb:
- Martenshoek vasútállomás
- Sappemeer Oost vasútállomás